# Intrigo: Samaria
Série Intrigo
Intrigo : Chère Agnès
(2019)
Pour plus de détails, voir Fiche technique et Distribution.
Intrigo: Samaria est un thriller germano-suédo-britannique coécrit et réalisé par Daniel Alfredson, sorti en 2019. Il s'agit d'une adaptation cinématographique d'une série de nouvelles de l'auteur suédois Håkan Nesser.

## Synopsis
Hantée par la disparition non résolue d'une camarade de classe, Vera, survenue dix ans plus tôt, une réalisatrice de documentaires, Paula, décide de lui consacrer un film pour tenter de percer son mystère d'autant plus qu'elle est désormais présumée morte. Soupçonné de l'avoir tuée et d'avoir fait disparaître son cadavre, le père de Vera est emprisonné depuis des années malgré les protestations de son innocence. Afin de rétablir la vérité, Paula s'allie avec leur professeur de littérature de l'époque, Henry Martens, pour reprendre l'enquête du début...

## Fiche technique
- Titre original et français : Intrigo: Samaria
- Réalisation : Daniel Alfredson
- Scénario : Daniel Alfredson et Birgitta Bongenhielm
- Photographie : Paweł Edelman
- Montage : Håkan Karlsson
- Musique : Anders Niska et Klas Wahl
- Producteurs : Rick Dugdale, Thomas Peter Friedl et Uwe Schott
- Sociétés de production : Intrigo pictures, The Amazing Film Company, Umedia et Seine Pictures
- Sociétés de distribution : Lionsgate
- Pays d'origine :  Allemagne,  Suède,  Royaume-Uni
- Langue originale : anglais
- Format : couleur - 2.35:1
- Genre : thriller
- Durée : 104 minutes
- Dates de sortie :
  -  Allemagne : 10 octobre 2019
  -  France : 1er août 2021 (VOD)

## Distribution
- Phoebe Fox : Paula Polanski
- Andrew Buchan : Henry Martens
- Millie Brady : Vera Kall
- Jeff Fahey : Jacob Kall
- Jack Brett Anderson : Fritz Neller
- Dan Cade : John
- Michael Byrne : commissaire Keller
- Cal MacAninch : Erich Neumann-Hansen
- Tracy Wiles : Monica Kall
- Ann Firbank : Irma Kuentzer
- Skye Hallam : Claire Meitens
- Tor Clark : Doris
- Angela Kostic :  Beatrice Motte
- Nick Wilton : Harry Fletcher
- Katerina Tana : Eliza
- Josephine Butler : Susanne Liebermann
- Bob Goody : Kruggel
- Nenad Pavlovic : Kellerman
- Luka Peros : le client